# John Langdon
John Langdon, född 26 juni 1741 i Portsmouth, New Hampshire, död där 18 september 1819, var en amerikansk politiker. Han var senator för New Hampshire 1789-1801.

## Biografi
Langdon var ledamot av kontinentala kongressen 1775-1776 och 1787. Han var guvernör i New Hampshire 1785-1786, 1788-1789, 1805-1809 och 1810-1812. De två första ämbetsperioderna var Langdons officiella titel New Hampshires president; titeln guvernör togs i bruk i New Hampshire efter att titeln USA:s president hade tagits i bruk.
Langdon var tillsammans med Paine Wingate en av de två första ledamöterna av USA:s senat från New Hampshire. Han valdes i den första kongressen till tillförordnad talman i senaten, president pro tempore of the United States Senate. Den tillförordnade talmannen fungerar som talman i senaten när USA:s vicepresident inte är närvarande. Langdon var den första ämbetsinnehavaren. Ställningen var inte permanent i början; den uppfylldes endast vid behov och därför skötte Langdon uppdraget i bara två mycket korta perioder under 1789 i den första kongressen. När det behövdes en tillförordnad talman för en något längre period i den andra kongressen, valdes Richard Henry Lee. Langdon fick uppdraget på nytt i slutet av 1792 och ännu två gånger under 1793. Langdon lämnade senaten efter två fulla ämbetsperioder. Han var ledamot av New Hampshire House of Representatives, underhuset i delstatens lagstiftande församling, 1801-1805, de två sista åren som talman.
Hans grav finns på North Cemetery i Portsmouth, New Hampshire.